# Severn Cullis-Suzuki
Severn Cullis-Suzuki (Vancouver, Canadá, 30 de noviembre de 1979) es una ecóloga y activista ambiental. Severn ha hablado en todo el mundo sobre problemas de medio ambiente, instando a definir valores y a actuar respetando el futuro. A los diez años fundó la Organización Infantil del Medio Ambiente, y en 1992 habló por primera vez en la Cumbre de Medio Ambiente y Desarrollo en Río de Janeiro. En 1993, Cullis-Suzuki recibió el premio Global 500 otorgado por el Programa de las Naciones Unidas para el Medio Ambiente, en una ceremonia en Río de janeiro, en Brasil. 

## Biografía
Sus padres son David Suzuki, un científico genetista y también activista por el medio ambiente, y la escritora Tara Elizabeth Cullis. 
Nació y se crio en Vancouver, Canadá. A los nueve años con su amigo Alexander Marmbio y David Melo (mientras asistía a la escuela primaria) fundó la Organización Infantil del Medio Ambiente (Environmental Children's Organization - ECO), un grupo de niños dedicados a enseñar a otros jóvenes diversos temas sobre medio ambiente. En 1992, a la edad de 13 años, Suzuki-Cullis recaudó dinero con los miembros de la ECO para asistir a la Cumbre de Medio Ambiente y Desarrollo "The Earth Summit", celebrada por la ONU en Río de Janeiro. Junto con los miembros del grupo (Michelle Quigg, Vanessa Suttie y Morgan Geisler), Cullis-Suzuki presentó ante los representantes de la ONU en dicha conferencia un discurso acerca de cuestiones ambientales desde la perspectiva de los jóvenes, el cual fue aplaudido después de su lectura.
En entrevistas recientes lamentó la falta de cambios para enfrentar la crisis climática.<re>«Severn Cullis, 'la otra Greta' que impactó al mundo con su discurso ecologista en 1992: "30 años después, no hay cambios"». eldiario.es. Consultado el 30 de septiembre de 2019.</ref>
En 1993 fue reconocida en el Programa de las Naciones Unidas para el Medio Ambiente “Global 500 Roll of Honour”. En 1993, Doubleday publicó su libro Decidle al mundo, 32 páginas de medidas ambientales para las familias. En 2002 se graduó en la Universidad de Yale con una Licenciatura en Ecología y Biología Evolutiva.  Después de Yale, Cullis-Suzuki pasó dos años viajando. Cullis-Suzuki fue coanfitriona de Suzuki's Nature Quest, una serie de televisión infantil que se emitió en Discovery Kids en 2002.
A principios de 2002, ayudó a lanzar un grupo de expertos (think tank) basado en Internet llamado "The Skyfish Project". Como miembro del Panel Asesor Especial de Kofi Annan, ella y los miembros del Proyecto "Skyfish" llevaron su primer proyecto, una promesa llamada "Reconocimiento de Responsabilidad", a la Cumbre Mundial sobre el Desarrollo Sostenible en Johannesburgo en agosto de 2002.  El Proyecto "Skyfish" se disolvió en 2004 cuando Cullis-Suzuki volvió a centrarse en la escuela. Se inscribió en un programa de posgrado en la Universidad de Victoria para estudiar etnobotánica con Nancy Turner, terminando en 2007.
Cullis-Suzuki es el personaje principal del documental Severn, la voz de nuestros hijos, dirigido por Jean-Paul Jaud y estrenado en cines en Francia el 10 de noviembre de 2010.
Cullis-Suzuki es miembro del Consejo Internacional de la Carta de la Tierra.
Casada en 2008, Cullis-Suzuki vivió con su esposo y sus dos hijos en Haida Gwaii, Columbia Británica, hasta agosto de 2021.   Se mudó a Vancouver, BC para comenzar su nuevo papel como directora ejecutiva de la Fundación David Suzuki, que comenzó en septiembre de 2021.

## El discurso
El 3 de junio de 1992 una niña de 12 años llamada Severn Suzuki, quien anteriormente a sus 10 años de edad fundó ECO (Environmental Children's Organization) con sus amigos en la ciudad de Vancouver (Canadá). Se desplazó, junto a un grupo de niños (Vanessa Suttie, Morgan Geisler, Michelle Quigg) pertenecientes a ECO, desde Canadá hasta la Conferencia de Medioambiente y Desarrollo "The Earth Summit" celebrada por la ONU en Río de Janeiro.
Este es el discurso traducido al castellano:

Hola, soy una niña de 12 años, hablando en nombre de ECO, una Organización de niños de 12 y 13 años, a favor del ambiente que intentamos marcar una diferencia. Hemos reunido todo el dinero para venir aquí nosotras mismas, recorriendo 5 mil millas, para deciros a los adultos que debéis cambiar. Viniendo aquí, hoy, no voy a ocultar mi objetivo: Estoy luchando por mi futuro.

Perder mi futuro no es como perder unas elecciones o unos puntos en el mercado de valores. Estoy aquí para hablar en nombre de todas las generaciones venideras. Estoy aquí para hablar en defensa de los niños hambrientos del mundo, cuyos llantos son ignorados por todo el mundo. Estoy aquí para hablar por los incontables animales que mueren en este planeta, porque no les queda ningún lugar a donde ir. No podemos soportar no ser oídos.

Tengo miedo de tomar el sol debido a los agujeros en la capa de ozono. Tengo miedo de respirar el aire porque no sé qué sustancias químicas hay en él. Solía ir a pescar en Vancouver, mi hogar, con mi padre, hasta que hace unos años encontramos un pez lleno de tumores. Y ahora oímos que los animales y las plantas se extinguen cada día y desaparecen para siempre.

Durante mi vida, he soñado con ver las grandes manadas de animales salvajes y las junglas y bosques tropicales repletos de pájaros y mariposas, pero ahora me pregunto si todavía existirán para que mis hijos los vean también.

¿Tuvieron que preguntarse ustedes estas cosas cuando tenían mi edad?

Todo ésto está ocurriendo ante nuestros ojos, y aún seguimos actuando como si tuviéramos todo el tiempo que quisiéramos y todas las soluciones. Soy sólo una niña y no tengo todas las soluciones, pero quiero que se den cuenta: ustedes tampoco las tienen.

No saben cómo arreglar los agujeros en nuestra capa de ozono. No saben cómo devolver los salmones a aguas no contaminadas. No saben cómo resucitar un animal extinto. Y no pueden recuperar los bosques,que un día talaron y que antes crecían donde ahora hay desiertos.

Si no saben cómo arreglarlo, por favor, dejen de estropearlo.

Aquí, ustedes son seguramente Delegados de Gobiernos, empresarios, organizadores, periodistas y políticos, pero en realidad son madres y padres, hermanas y hermanos, tías y tíos, y todos ustedes son hijos de alguien.

Aún soy sólo una niña, y sé que todos somos parte de una gran familia formada por seis mil millones de personas. De hecho, una familia de treinta millones de especies, y todos compartimos el mismo aire, agua y tierra. Las fronteras y los gobiernos nunca cambiarán eso.

Aún soy sólo una niña, y sé que todos estamos juntos en esto, y debemos actuar como un único mundo tras un único objetivo.

Aunque estoy llena de rabia, no estoy ciega, y, aunque tengo miedo, no me asusta decirle al mundo cómo me siento.

En mi país derrochamos tanto… Compramos y desechamos, compramos y desechamos, y aun así, los países del Norte no comparten con los necesitados. Incluso teniendo más que suficiente, tenemos miedo de perder nuestras riquezas si las compartimos.

En Canadá vivimos una vida privilegiada, plena de comida, agua y protección. Tenemos relojes, bicicletas, ordenadores y televisión.

Hace dos días, aquí en Brasil, nos sorprendimos cuando pasamos algún tiempo con unos niños que viven en la calle. Y uno de ellos nos dijo: “Desearía ser rico, y si lo fuera, daría a todos los niños de la calle: comida, ropa, medicinas, un hogar, amor y afecto”.

Si un niño de la calle que no tiene nada está deseoso de compartir, ¿por qué nosotros, que lo tenemos todo, somos tan egoístas?

No puedo dejar de pensar que esos niños tienen mi edad, que el lugar donde naces marca una diferencia tremenda. Yo podría ser uno de esos niños que viven en las favelas de Río; podría ser un niño muriéndose de hambre en Somalia; un niño víctima de la guerra en Oriente Medio, o un mendigo en la India.

Aún soy sólo una niña, y sé que si todo el dinero que se gasta en guerras se utilizara para acabar con la pobreza y buscar soluciones medioambientales, la Tierra sería un lugar maravilloso.

En la escuela, incluso en el jardín de infancia, nos enseñan a comportarnos bien en el mundo. Ustedes nos enseñan a no pelear con otros, a arreglar las cosas, a respetarnos, a enmendar nuestras acciones, a no herir a otras criaturas, a compartir y a no ser egoístas.

Entonces, ¿por qué fuera de casa se dedican a hacer las cosas que nos dicen que no hagamos?

No olviden por qué asisten a estas conferencias: lo hacen porque nosotros somos sus hijos. Están decidiendo el tipo de mundo en el que creceremos. Los padres deberían poder confortar a sus hijos diciendo: “todo va a salir bien”, “esto no es el fin del mundo” y “lo estamos haciendo lo mejor que podemos”.

Pero no creo que puedan decirnos eso nunca más. ¿Estamos siquiera en su lista de prioridades? Mi padre siempre dice: “Eres lo que haces, no lo que dices”.

Bueno, lo que ustedes hacen me hace llorar por las noches. Ustedes, adultos, dicen que nos quieren. Los desafío: por favor, hagan que sus acciones reflejen sus palabras.

Gracias.

## En la cultura
En 2009, el guitarrista francés MattRach y su banda usaron extractos de su discurso de 1992 en su tema Human Bullshit.
En 2010, el DJ francés Laurent Wolf usó su discurso de 1992 para convertirlo en un título: 2012 - Not The End Of The World.
En 2016, NINSKEEN usó parte de su discurso en el título Haz que tus acciones reflejen tus palabras.
En 2017, el grupo francés Grands Boulevards utilizó un extracto de su discurso en el título Childen of Light 8.
En 2017, el grupo francés Way For Nothing utilizó su discurso en el título Consciousness.
En 2016 y 2018, el músico francés Owen Le Guen utilizó extractos de su discurso en los títulos Before Our Eyes y They Exist.
En 2018, se pueden escuchar algunas líneas de su discurso en la versión vertical del video musical Different World de Alan Walker.
En 2018, Louise Tilleke pintó un retrato de Severn Cullis-Suzuki que presentó en su exposición parisina titulada Ask not the Earth….
En 2022, por el trigésimo aniversario, el artista Selfish Patterns utiliza partes del discurso en el título 1992.